# Leucophenga chaco
Leucophenga chaco är en tvåvingeart som beskrevs av Wheeler 1968. Leucophenga chaco ingår i släktet Leucophenga och familjen daggflugor. Inga underarter finns listade i Catalogue of Life.